# Aurora Engine
 (octobre 2019).
Si vous disposez d'ouvrages ou d'articles de référence ou si vous connaissez des sites web de qualité traitant du thème abordé ici, merci de compléter l'article en donnant les références utiles à sa vérifiabilité et en les liant à la section « Notes et références ».
Chronologie des versions
Infinity Engine Odyssey Engine
L'Aurora Engine est un moteur de jeu vidéo développé par BioWare pour ses jeux de rôle sur ordinateurs et consoles. L'Aurora Engine est le successeur 3D du moteur de jeu 2D appelé Infinity Engine et employé par Baldur's Gate et cinq autres titres. Il est aussi l'héritier du Gold Box Engine développé par SSI en 1988 pour Pool of Radiance et employé sur le premier MMORPG graphique de l'histoire : Neverwinter Nights.
Le premier jeu à utiliser l'Aurora Engine est une nouvelle mouture de Neverwinter Nights éditée en 2002 par Infogrames sous la marque Atari. Comme Forgotten Realms: Unlimited Adventures, Neverwinter Nights repose sur les règles de Donjons et Dragons, exploite l'univers des Royaumes oubliés et contient un certain nombre d'outils permettant aux utilisateurs de créer leurs propres aventures.
En plus de fournir un éditeur de niveaux, Neverwinter Nights est distribué avec un éditeur de scripts et de nombreux outils permettant la création de modules complexes. Il permet également l'importation de fichiers .hak et autorise ainsi la modification de toutes les ressources du jeu : textures, modèles, sons, effets de sorts et illustrations. Le titre tourne sous Windows, Linux et Mac OS, ce qui assures une grande compatibilité aux aventures développés.
En plus des milliers d'add-ons gratuits qui circulent sur le net, deux extensions commerciales sortent respectivement en 2003 et 2004: Shadows of Undrentide et Hordes of Underdark. Elles sont accompagnées d'un ensemble de nouveaux scripts utilisables facilement par les programmeurs amateurs pour créer de nouvelles aventures et retirent une grande partie des limitations originales que posait Neverwinter Nights aux règles D&D. Les niveaux épiques font notamment leur apparition.
En 2003, alors que BioWare continue le développement de Neverwinter Nights à travers ses extensions, sort sur Xbox, PC et Macintosh un autre jeu de rôle : Star Wars: Knights of the Old Republic. Il exploite une version améliorée de l'Aurora Engine : l'Odyssey Engine. Sa suite Star Wars: Knights of the Old Republic II: The Sith Lords l'emploie également en 2005.
L'Aurora Engine est remplacé par l'Electron Engine lors de la sortie de Neverwinter Nights 2 en 2006, développé par Obsidian Entertainment.
En 2008, CD Projekt, déjà responsable de l'édition de Neverwinter Nights en Pologne, utilise l'Aurora Engine pour son jeu d'aventure/rôle The Witcher développé en interne par l'unité Red Studio.